# 8967 Calandra
8967 Calandra è un asteroide della fascia principale. Scoperto nel 1971, presenta un'orbita caratterizzata da un semiasse maggiore pari a 3,0585610 UA e da un'eccentricità di 0,1124485, inclinata di 9,74574° rispetto all'eclittica.